# ماریگونا زانی
ماریگونا زانی (انگلیسی: Marigona Zani؛ زادهٔ ۵ ژوئیهٔ ۱۹۹۶) بازیکن فوتبال اهل آلبانی است.
وی همچنین در تیم ملی فوتبال Albania بازی کرده‌است.